# Tringa glareola

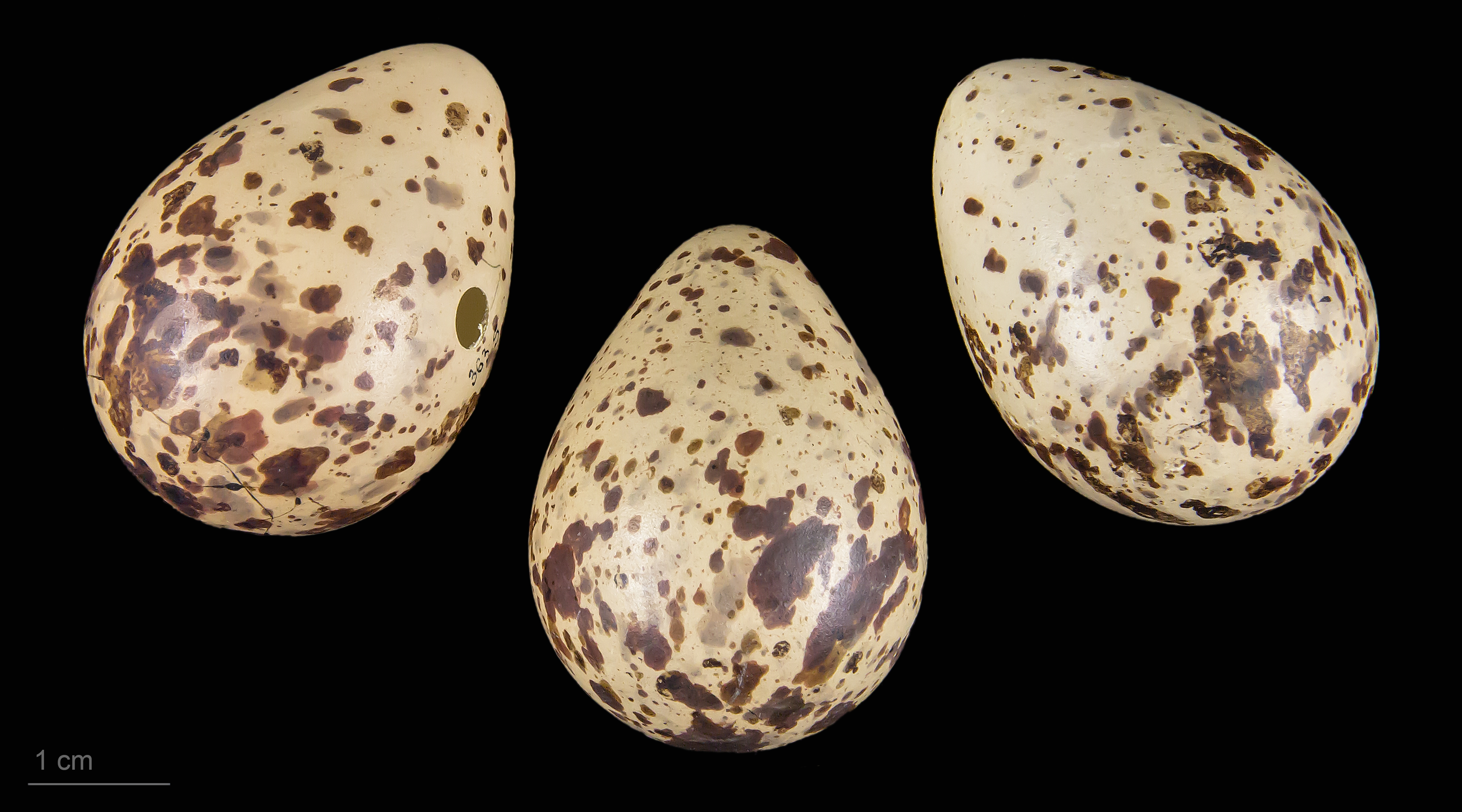
Tringa glareola

Il piro-piro boschereccio (Tringa glareola, Linnaeus 1758) è un uccello della famiglia degli Scolopacidae dell'ordine dei Charadriiformes.

## Sistematica
Tringa glareola non ha sottospecie, è monotipica.

## Distribuzione e habitat
Questo uccello vive in tutta Europa, Asia e Africa, in Australia e su alcune isole dell'Oceano Pacifico occidentale, in Alaska, Groenlandia, Yukon, Columbia Britannica e qualche isola dei Caraibi (Isole Vergini, Martinica, Guadalupa, etc.). È di passo in Ecuador, Isole Marshall, Mauritius e Fær Øer.
È un uccello migratore, comune in tutte le paludi e gli stagni.